# Поярков Петро Спиридонович
Петро́ Спиридо́нович Поя́рков (20 липня 1931 — 24 березня 2021) — український промисловець і організатор виробництва. Заслужений працівник транспорту Української РСР. Почесний громадянин міста Первомайська.

## Життєпис
Народився 20 липня 1931 року в селі Миронівці, нині Білогорського району АР Крим в родині колгоспників. Протягом 1941—1944 років перебував на тимчасово окупованій території, з 1944 по 1945 роки працював в колгоспі різноробом.
Після закінчення 7 класів Білогорської середньої школи № 25 у 1948 році вступив до Сімферопольського автотранспортного технікуму. У 1951 році закінчив 3 курси вказаного технікуму й був призваний до лав Радянської армії. Після демобілізації в 1955 році продовжив навчання в технікумі. У 1956 році закінчив технікум і був направлений на роботу до Миколаївського облавтотресту.
З 6 серпня 1956 по 16 грудня 1959 року П. С. Поярков працював механіком, а з 16 грудня 1959 року — головним інженером у Первомайській автотранспортній колоні. Без відриву від виробництва у 1969 році закінчив Одеський політехнічний інститут за спеціальністю «Автомобільний транспорт», отримав кваліфікацію інженере-механіка.
3 16 жовтня 1974 року П. С. Поярков — директор Первомайського міжрайонного виробничого об'єднання автомобільного транспорту № 14665. На цій посаді пропрацював до 1993 року. За період роботи під його керівництвом автопідприємство неодноразово займало перші місця по виконанню державного плану перевезення вантажів, нагороджувалось перехідними Червоними Прапорами області, автоуправління, грамотами, дипломами.
Мешкав у місті Первомайську Миколаївської області, де й помер.

## Громадська діяльність
П. С. Поярков обирався депутатом Первомайської міської ради протягом шести скликань поспіль, також неодноразово обирався членом міськвиконкому.

## Нагороди і почесні звання
- Орден Трудового Червоного Прапора (14.08.1986).
- Медаль «В ознаменування 100-річчя з дня народження Володимира Ілліча Леніна» (05.11.1969).
- Медаль «Ветеран праці» (1985).
- Заслужений працівник транспорту Української РСР (12.08.1981).
- Почесний громадянин міста Первомайська (16.09.2015).
- Медаль «За заслуги перед містом» (2009).

## Вшанування пам'яті
У місті Первомайськ вулицю Загородню перейменували на вулицю Пояркова Петра Спиридоновича.